# Dolophilodes auriculatus
Dolophilodes auriculatus är en nattsländeart som beskrevs av Martynov 1933. Dolophilodes auriculatus ingår i släktet Dolophilodes och familjen stengömmenattsländor. Inga underarter finns listade i Catalogue of Life.